# Абегунрин, Габриэль Леке
Габриэль Леке Абегунрин (Gabriel ’Leke Abegunrin, 24 июня 1938 года, Колониальная Нигерия) — католический прелат, первый епископ Осогбо с 3 марта 1995 года по 29 октября 2013 год, архиепископ Ибадана с 29 октября 2013 года.

## Биография
21 апреля 1979 года Габриэль Леке Абегунрин был рукоположён в священника.
3 марта 1995 года Римский папа Иоанн Павел II учредил епархию Осогбо и назначил Габриэля Леке Абегунрина её первым епископом. 13 мая 1995 года состоялось рукоположение Габриэля Леке Абегунрина в епископа, которое совершил апостольский нунций в Нигерии и титулярный архиепископ Ульпианы Карло Мария Вигано в сослужении с Епархия Ойоепископом Ойо Юлиусом Бабатунде Аделакуном и Иджебу-Оде Альбертом Айинде Фасиной.
29 октября 2013 года Римский папа Франциск назначил Габриэля Леке Абегунрина архиепископом Ибадана